# Ted Nicolaou
Ted Nicolaou (n. 3 octombrie 1949, SUA) este un regizor de film american, scenarist și producător.

## Biografie și carieră
După ce a absolvit cursurile de cinematografie la Universitatea Texasului din Austin, s-a alăturat echipei de producție a filmului The Texas Chain Saw Massacre (1974) ca inginer de sunet (și a furnizat celebra dubiță folosită de protagoniști). A debutat ca regizor cu filmul antologie The Dungeonmaster (1985, segmentul "Desert Pursuit") și a continuat cu  TerrorVision (1986).
Este cel mai faimos pentru regia seriei de filme Subspecii despre vampirul Radu Vladislas, interpretat de actorul Anders Hove. Ted a mai lucrat și în televiziune, la regia unor episoade a unor seriale ca Lucky Luke, Full Moon Fright Night sau filme TV ca Puppet Master vs Demonic Toys.  
În 1991, Subspecies a devenit primul film american care a fost filmat la București, România. Regizorul Ted Nicolaou a fost inițial îngrijorat cu privire la filmările pe teritoriul României, dar după o cercetare pe teren de patru zile a ajuns să îndrăgească locul datorită ruinelor antice și a zonei împădurite. Alte zone transilvănene au servit ca loc de filmare pentru toate filmele seriei, cu filmări specifice la Hunedoara, Brașov și Sinaia. Deoarece urme ale comunismului încă se mai găseau în țară, împreună cu diferențele culturale și problemele generale care însoțesc producția unui film au oferit echipei o experiență dificilă în timpul filmării primului film al seriei Subspecies.
Este printre primii regizori care a realizat filme americane în România. A fost unul dintre scenariștii filmului Vlad Nemuritorul (2002).

## Filmografie
- The Dungeonmaster (1985)
- TerrorVision (1986)
- Subspecies (1991)
- Bad Channels (1992)
- Remote (1993)
- Bloodstone: Subspecies 2 (1993)
- Dragonworld (Ținutul Dragonului, 1994)
- Bloodlust: Subspecies 3 (1994)
- Leapin' Leprechauns! (1995)
- Spellbreaker: Secret of the Leprechauns (1996)
- Vampire Journals (1997)
- Subspecies 4: Bloodstorm (1998)
- Orașul în miniatură (1998)
- Ragdoll (1999)
- The Horrible Dr. Bones (2000)
- Puppet Master vs. Demonic Toys (2004)
- In the Shadow of the Cobra (2004)
- The Etruscan Mask (2007)
- Finding Happiness (2014)
- Vampire Slaughter: Eaten Alive (2018)
- Bunker of Blood: Chapter 2 - Deadly Dolls: Deepest Cuts (2018)
- Don’t Let Her In (2021)